# Jakow Kuldurkajew
Jakow Jakowlewitsch Kuldurkajew (russisch Яков Яковлевич Кулдуркаев, geboren am 22. Oktober 1894 in Lobaski, Gouvernement Simbirsk, Russisches Kaiserreich; gestorben am 28. Juli 1966 ebenda, Rajon Atjaschewski, Mordwinische ASSR) war ein ersja-mordwinischer Dichter und Schriftsteller. Als „Volksfeind“ des Sowjetregimes kam er 1938 für 20 Jahre in Lagerhaft.

## Leben
Der Bauernsohn Kuldurkajew gehörte dem Volk der Ersja an, die selbst zu den finno-ugrischen Wolga-Finnen zählen. Er arbeitete als Zeitnehmer und wurde im Ersten Weltkrieg 1915 zum Dienst in der zaristischen Armee eingezogen. Während des russischen Bürgerkriegs diente er als Soldat in der Roten Armee. In Moskau lernte er 1923 Buchhaltung und arbeitete als Buchhalter und Rechnungsprüfer.
Kuldurkajews erste schriftstellerische Versuche stammten aus dem Jahr 1910. Von großer Bedeutung für seine kreative Entwicklung waren Begegnungen mit den ersjanischen Autoren und Dramatikern Fjodor Markelowitsch Tschesnokow (1896–1938), Petr Semenowitsch Gluchowon (1897–1979) und Artur Moro (eigentlich Afanassi Matwejewitsch Ossipow, 1909–1989). Sie halfen ihm, 1928 die ersten Kapitel seines epischen Gedichts «Эрьмезь» (Ermes) in der Zeitung «Якстере теште» (Jakstere teschte) zu veröffentlichen. Es schildert die Vergangenheit des mordwinischen Volks im 13. Jahrhundert. In einem Untertitel nannte Kuldurkajew es „Die Geschichte einer fernen Vergangenheit“. Das gesamte Werk erschien 1935. Daneben veröffentlichte er in den 1930er Jahren eine Reihe von Gedichten und Erzählungen für Kinder.
Kuldurkajew wurde 1938 als „Volksfeind“ verhaftet und kam in Lager des Gulags. Kuldurkajews Buch Ermes wurde aus fast allen Bibliotheken entfernt. Seine zwanzigjährige Haftzeit verbrachte er in der ASSR der Komi, Nowgorod und im kasachischen Dschambul.
Im Jahr 1958 wurde Kuldurkajew entlassen und rehabilitiert. Seine Neubearbeitung von Ermes konnte er nicht mehr veröffentlichen.
Jakow Kuldurkajew starb am 28. Juli 1966 in seinem Heimatdorf Lobaski, wo er auch begraben wurde.

## Kontroverse 2020
Die Neubearbeitung Kuldurkajews Gedicht Ermes wurde 1988 in Teilen in der Zeitschrift «Сятко» (Sjatko) veröffentlicht. Nach dem 125-jährigen Geburtstag des Autors bereitete die Stiftung Rutsja eine zweisprachige Veröffentlichung des Werks. Ermes sollte in ersjanischer Sprache und Russisch erscheinen.
Die im Februar 2020 in Saransk geplante Präsentation der Neuedition wurde durch eine Intervention des „Ministeriums für Kultur, nationale Politik und Archivangelegenheiten“ der Republik Mordwinien verhindert. Rutsja gab bekannt, dass der ersjanische Teil in kyrillischer Schrift gedruckt wurde, da die Verwendung des lateinischen Alphabets für die Staatssprachen der Republiken auf gesetzlicher Ebene in der Russischen Föderation seit 2002 verboten ist. – Die Veranstaltung sollte in der Puschkin-Nationalbibliothek der Republik unter Beteiligung der ersjanischen Dichterin Maris Kemal stattfinden.

## Werke (Auswahl)
Epische Dichtung
- «Эрьмезь». Saransk 1928/1935. (Ermes)
- «Эрьмезь». In: «Сятко» (Sjatko) 1988. (Ermes, Neubearbeitung)
- «Эрьмезь». In: «Мокша» (Mokscha) 1988. (Ermes, Auszüge in mokschanischer Sprache)

Werke für Kinder
- «Сенксь». (russisch Цапля, deutsch Der Kranich)
- «Андямо».

Märchen
- «Ежов сенксь». In: «Сятко» (Sjatko) 1994. (Хитрая цапля, Der listige Kranich)

Sammelband
- «Поэмат ды ёвкст». А. В. Алёшкин (Hrsg.) Saransk 2008. («Поэмы и сказки», Gedichte und Erzählungen)